# Șopotu Nou

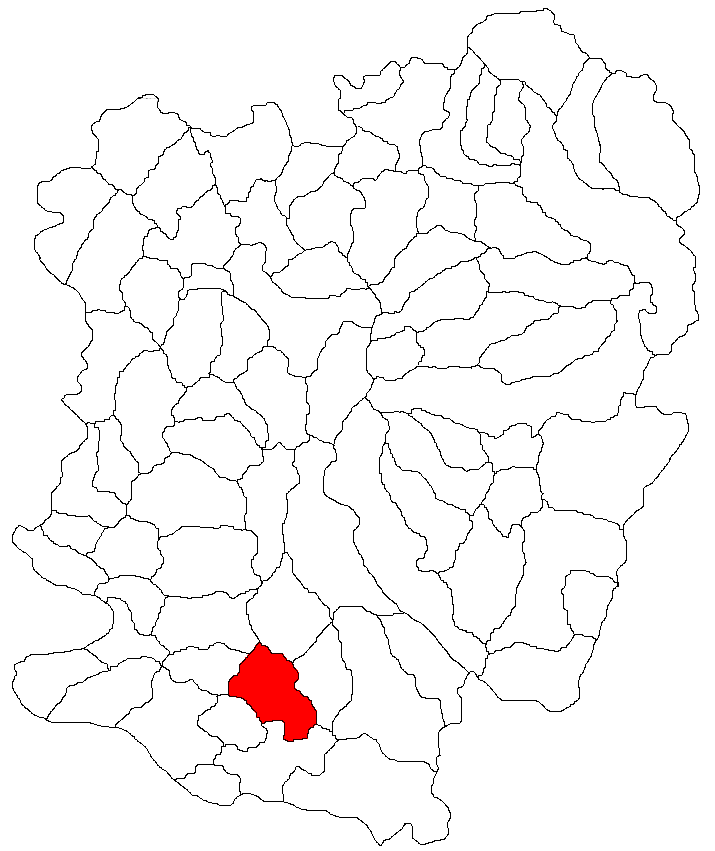
Lage der Gemeinde Șopotu Nou im Kreis Caraș-Severin

Șopotu Nou (deutsch Neu-Schopot oder Neuschopot, ungarisch Újsopot) ist eine Gemeinde im Kreis Caraș-Severin in der Region Banat in Rumänien. Zu der Gemeinde Șopotu-Nou gehören auch die Dörfer Poienile Boinei, Driște, Urcu, Valea Roșie, Cârșia Roșie, Valea Răchitei, Răchita, Ravensca und Stancilova.

## Geografische Lage
Șopotu Nou liegt in der Almăj-Senke, im Süden des Kreises Caraș-Severin, in 100 km Entfernung von der Kreishauptstadt Reșița und 100 km vom Thermalbad Băile Herculane. Die Ortschaft wird von der Kreisstraße DJ 571/B durchquert und befindet sich am Nationalpark Cheile Nerei-Beușnița.

## Nachbarorte
| Driștie    | Cârșia Roșie                                | Prislop  |
| Stancilova | Kompassrose, die auf Nachbargemeinden zeigt | Boina    |
| Urcu       | Poienile Boinei                             | Ravensca |

## Geschichte
Șopotu Nou (Neu-Schopot) wurde 1828 gegründet, als sich 56 Familien aus Șopotu Vechi (Alt-Schopot) auf Anweisung der Wiener Hofkammer hier niederließen. Als 1910 eine Überschwemmung das Dorf zerstörte, flüchteten die Bewohner in die Berge, wo sie neue Siedlungen gründeten. So entstanden die zehn Dörfer, die zur Gemeinde gehören.
Das Dorf Ravensca ist von Tschechen aus Böhmen und Mähren bewohnt, die 1829  hier angesiedelt wurden.
Der Vertrag von Trianon am 4. Juni 1920 hatte die Dreiteilung des Banats zur Folge, wodurch Șopotu Nou an das Königreich Rumänien fiel.

## Bevölkerungsentwicklung
| 1880 | 1297 | 886  | - | 1 | 410                |
| 1910 | 1636 | 1273 | - | - | 363                |
| 1930 | 1854 | 1456 | 1 | 1 | 396                |
| 1977 | 1945 | 1659 | - | - | 286                |
| 2002 | 1456 | 1285 | - | - | 171                |
| 2011 | 1157 | 1034 | - | - | 123 (72 Tschechen) |
| 2021 | 896  | 768  | - | - | 128 (50 Tschechen) |